# Saltos Abaixo
Saltos Abaixo es una localidad caboverdiana del municipio de Santa Cruz.

## Geografía
La localidad está situada en la isla de Santiago.

## Organización territorial
La localidad abarca los lugares y barrios de:
- Baxu La
- Chã de Pinha
- Chã Grande
- Cobemba
- Cobom Quente
- Cooperativa
- Coqueiro
- Covão Ramos
- Cutelo de Salto
- Empenador
- Faial
- Fonte Tras
- Lém de Cinza
- Lém Dias
- Pau Grande
- Piquinho
- Ribeirão d'Asno
- Ribeirão Pereira
- Rombado
- Sarradinho
- Sarradona
- Tchamsona